# Goldene Kamera 1980
Die Verleihung der Goldenen Kamera 1980 fand am 19. Februar 1981 im Verlagshaus der Axel Springer GmbH in Berlin statt. Es war die 16. Verleihung dieser Auszeichnung. Das Publikum wurde durch den Verleger Axel Springer begrüßt. Die Verleihung der Preise sowie die Moderation übernahm Werner Veigel. An der Veranstaltung nahmen etwa 300 Gäste teil. Die Verleihung wurde nicht im Fernsehen übertragen. Die Leser wählten in der Kategorie Beliebtester Krimiheld ihre Favoriten.

## Preisträger

### Schauspieler
- Harald Juhnke – Ein verrücktes Paar

### Schauspielerin
- Gertraud Jesserer – Glaube, Liebe, Hoffnung
- Grit Boettcher – Ein verrücktes Paar

### Bester Autor/in und Moderator/in
- Werner Baecker – New York, New York
- Elke Heidenreich – Spielraum

### Beste Interpretation
- Leonard Bernstein – Interpretation der neun Beethoven-Symphonien

### Korrespondent
- Peter Gatter – ARD-Korrespondent in Warschau

### Beste Krimiserie
- Kottan ermittelt (Hörzu Österreich)

### Bester Krimi- und Specialautor
- Herbert Reinecker

### Beste Moderation
- Michael Schanze – 1, 2 oder 3

### Beste Produktion
- Dieter Meichsner – Das wiedergefundene Paradies und Marathon in New York

### Beliebtester Krimiheld
- Horst Tappert – Derrick (1. Platz der Hörzu-Leserwahl)
- Hansjörg Felmy – Tatort (2. Platz der Hörzu-Leserwahl)
- Erik Ode – Der Kommissar (3. Platz der Hörzu-Leserwahl)

### Teamkamera
- Fritz Wepper für 157 Assistentenrollen in Derrick